# Urszula Sioma-Markowska
Urszula Sioma-Markowska – polska pielęgniarka, dr hab. nauk o zdrowiu, adiunkt Katedry Zdrowia Kobiety Wydziału Nauk o Zdrowiu w Katowicach Śląskiego Uniwersytetu Medycznego.

## Życiorys
W 1989 roku ukończyła studia magisterskie na Wydziale Pielęgniarskim Wyższej Szkoły Medycznej im. L. Waryńskiego w Katowicach. 1 grudnia 2005 obroniła pracę doktorską Ocena postawy ojca w porodzie rodzinnym, 19 listopada 2018 habilitowała się na podstawie pracy zatytułowanej Promocja porodu naturalnego - wybrane zagadnienia z uwzględnieniem medycznych i psychosomatycznych wykładników opieki nad matką i dzieckiem. Została zatrudniona na stanowisku asystenta w Katedrze Ginekologii i Położnictwa na Wydziale Nauk o Zdrowiu w Katowicach Śląskiego Uniwersytetu Medycznego.
Jest adiunktem Katedry Zdrowia Kobiety Wydziału Nauk o Zdrowiu w Katowicach Śląskiego Uniwersytetu Medycznego.

## Wyróżnienia
- Odznaka „Zasłużony dla Śląskiego Uniwersytetu Medycznego w Katowicach”[2]
- Nagroda JM Rektora SUM[2]